# Pietro Tagliavia d'Aragona
Pietro Tagliavia d'Aragona, talvolta nominato con la variante Aragonia (Palermo, 1499 – Palermo, 5 agosto 1558), è stato un cardinale e arcivescovo cattolico italiano,  membro dell'illustre famiglia siciliana dei Tagliavia. Suo pronipote era Simeone Tagliavia d'Aragona.

## Biografia

### Carriera ecclesiastica
Nacque a Palermo nel 1499 dalla nobile famiglia dei Tagliavia e dall'unione di Gian Vincenzo e Beatrice d'Aragona. Il 28 maggio 1537 fu nominato vescovo di Agrigento e il 10 ottobre dello stesso anno, per volere di Carlo V d'Asburgo, fu promosso arcivescovo di Palermo. Grazie a tale carica partecipò, insieme a Girolamo Beccadelli di Bologna, vescovo di Siracusa, ai lavori del concilio di Trento nei periodi 1545-1547 e 1551-1552, unendosi generalmente alle posizioni espresse del gruppo spagnolo. Solo sulla controversia riguardante il controllo degli ordinari sulla predicazione dei regolari, fu l'unico a sostenere l'opinione del cardinale Pedro Pacheco Ladrón de Guevara, che tale controllo dovesse essere il più possibile limitato. Rifacendosi agli insegnamenti agostiniani, sostenne anche il maggior valore della grazie rispetto alle opere.
Nel 1545 alcuni deputati del Regno di Sicilia proposero la sua candidatura al cardinalato all'imperatore Carlo V, che non sostenendola pienamente, la presentò al papa Giulio III soltanto nell'anno successivo. Dopo una iniziale contrarietà del pontefice, a seguito delle pressioni esercitate dell'imperatore fu infine creato cardinale durante il concistoro del 22 dicembre 1553, con il titolo cardinalizio di San Callisto. Partecipò ai due conclavi di aprile e maggio del 1555.
Morì nella città natale di Palermo il 5 agosto 1558, all'età di circa 59 anni, e fu sepolto in cattedrale.

## Ascendenza
|                                                              |                                              |                                           | Genitori                                     |  |  | Nonni |  |  | Bisnonni                                              |  |  | Trisnonni                                     |  |
|                                                              |                                              |                                           |                                              |  |  |       |  |  | Antonino Tagliavia del Bosco, barone di Castelvetrano |  |  | Baldassare Tagliavia, barone di Castelvetrano |  |
|                                                              |                                              |                                           |                                              |  |  |       |  |  | Antonino Tagliavia del Bosco, barone di Castelvetrano |  |  | Baldassare Tagliavia, barone di Castelvetrano |  |
|                                                              |                                              | Giacopina Ventimiglia                     |                                              |  |  |       |  |  | Antonino Tagliavia del Bosco, barone di Castelvetrano |  |  |                                               |  |
| Giovanni Antonio Tagliavia Emanuele, barone di Castelvetrano |                                              |                                           |                                              |  |  |       |  |  | Antonino Tagliavia del Bosco, barone di Castelvetrano |  |  |                                               |  |
|                                                              |                                              | Eufemia Emanuele                          | …                                            |  |  |       |  |  |                                                       |  |  |                                               |  |
|                                                              |                                              | Eufemia Emanuele                          | …                                            |  |  |       |  |  |                                                       |  |  |                                               |  |
|                                                              |                                              | Eufemia Emanuele                          | …                                            |  |  |       |  |  |                                                       |  |  |                                               |  |
| Giovanni Vincenzo Tagliavia Amato, barone di Castelvetrano   |                                              | Eufemia Emanuele                          |                                              |  |  |       |  |  |                                                       |  |  |                                               |  |
|                                                              |                                              | Giovanni Amato, barone di Belice          | Amato d'Amato, barone di Belice              |  |  |       |  |  |                                                       |  |  |                                               |  |
|                                                              |                                              | Giovanni Amato, barone di Belice          | Amato d'Amato, barone di Belice              |  |  |       |  |  |                                                       |  |  |                                               |  |
|                                                              |                                              | Giovanni Amato, barone di Belice          | …                                            |  |  |       |  |  |                                                       |  |  |                                               |  |
| Eufemia Amato Termini                                        |                                              | Giovanni Amato, barone di Belice          |                                              |  |  |       |  |  |                                                       |  |  |                                               |  |
|                                                              |                                              | Contessa Termini                          | Nicolò Termine                               |  |  |       |  |  |                                                       |  |  |                                               |  |
|                                                              |                                              | Contessa Termini                          | Nicolò Termine                               |  |  |       |  |  |                                                       |  |  |                                               |  |
|                                                              |                                              | Contessa Termini                          | Ricca Termine                                |  |  |       |  |  |                                                       |  |  |                                               |  |
| Pietro Tagliavia d'Aragona                                   |                                              | Contessa Termini                          |                                              |  |  |       |  |  |                                                       |  |  |                                               |  |
|                                                              | Giovanni Federico d'Aragona, barone di Avola | Pietro d'Aragona, barone di Avola         |                                              |  |  |       |  |  |                                                       |  |  |                                               |  |
|                                                              | Giovanni Federico d'Aragona, barone di Avola | Pietro d'Aragona, barone di Avola         |                                              |  |  |       |  |  |                                                       |  |  |                                               |  |
|                                                              | Giovanni Federico d'Aragona, barone di Avola | …                                         |                                              |  |  |       |  |  |                                                       |  |  |                                               |  |
| Gaspare Federico d'Aragona Cruyllas, barone di Avola         | Giovanni Federico d'Aragona, barone di Avola |                                           |                                              |  |  |       |  |  |                                                       |  |  |                                               |  |
|                                                              |                                              | Beatrice Cruyllas, baronessa di Terranova | Berlinghiero Cruyllas, barone di Calatabiano |  |  |       |  |  |                                                       |  |  |                                               |  |
|                                                              |                                              | Beatrice Cruyllas, baronessa di Terranova | Berlinghiero Cruyllas, barone di Calatabiano |  |  |       |  |  |                                                       |  |  |                                               |  |
|                                                              |                                              | Beatrice Cruyllas, baronessa di Terranova | Eufemia Abatellis                            |  |  |       |  |  |                                                       |  |  |                                               |  |
| Beatrice d'Aragona                                           |                                              | Beatrice Cruyllas, baronessa di Terranova |                                              |  |  |       |  |  |                                                       |  |  |                                               |  |
|                                                              |                                              | Pietro d'Aragona, barone di Avola         | …                                            |  |  |       |  |  |                                                       |  |  |                                               |  |
|                                                              |                                              | Pietro d'Aragona, barone di Avola         | …                                            |  |  |       |  |  |                                                       |  |  |                                               |  |
|                                                              |                                              | Pietro d'Aragona, barone di Avola         | …                                            |  |  |       |  |  |                                                       |  |  |                                               |  |
| Chiara d'Aragona                                             |                                              | Pietro d'Aragona, barone di Avola         |                                              |  |  |       |  |  |                                                       |  |  |                                               |  |
|                                                              |                                              | …                                         | …                                            |  |  |       |  |  |                                                       |  |  |                                               |  |
|                                                              |                                              | …                                         | …                                            |  |  |       |  |  |                                                       |  |  |                                               |  |
|                                                              |                                              | …                                         | …                                            |  |  |       |  |  |                                                       |  |  |                                               |  |
|                                                              |                                              | …                                         |                                              |  |  |       |  |  |                                                       |  |  |                                               |  |